# 1923 (numero)
Millenovecentoventitré (1923) è il numero naturale dopo il 1922 e prima del 1924.

## Proprietà matematiche
- È un numero dispari.
- È un numero composto da 4 divisori: 1, 3, 641, 1923. Poiché la somma dei suoi divisori (escluso il numero stesso) è 645 < 1923, è un numero difettivo.
- È un numero semiprimo.
- È un numero omirpimes.
- È un numero nontotiente in quanto dispari e diverso da 1.
- È un numero fortunato.
- È un numero intero privo di quadrati.
- È un numero malvagio.
- È parte delle terne pitagoriche (600, 1827, 1923), (1923, 2564, 3205), (1923, 205436, 205445), (1923, 616320, 616323), (1923, 1848964, 1848965).

## Astronomia
- 1923 Osiris è un asteroide della fascia principale del sistema solare.

## Astronautica
- Cosmos 1923 è un satellite artificiale russo.